# Pachistopelma concolor
Pachistopelma concolor là một loài nhện trong họ Theraphosidae.
Loài này thuộc chi Pachistopelma. Pachistopelma concolor được Lodovico di Caporiacco miêu tả năm 1947.